# Гардт (Вестервальд)
Гардт (нім. Hardt) — громада в Німеччині, розташована в землі Рейнланд-Пфальц. Входить до складу району Вестервальд. Складова частина об'єднання громад Бад-Марінберг (Вестервальд).
Площа — 1,88 км2. Населення становить 466 ос. (станом на 31 грудня 2020).